# Мандриківська вулиця
Мандриківська вулиця — головна вулиця давнього надпорозького козацького селища Мандриківка, що тепер є у складі Соборного району міста Дніпро. Рінинна вулиця тягнеться з півночі на південь надзаплавною терасою річки Дніпро. Довжина — 4300 метри.
У першій половині вулиці перебита житловою забудовою житлового масива «Перемога-1» (первинна назва — «Мандриківський-і»), зокрема будівлею студентських гуртожитків за адресою Набережна Перемоги 44а, тому вулиці тут проходить через арку цієї будівлі, та внутріквартальним проїздом.
2007 року у житловому будинку № 127 стався вибух побутового газу з людськими жертвами й руйнуванням споруди.

## Перехресні вулиці
- Мандриківський узвіз,
- Благодатний узвіз,
- Селянський узвіз,
- Балашівський узвіз,
- Севастопольський узвіз,
- Переяславська вулиця,
- Кодацький узвіз,
- Космічна вулиця,
- Переяславський провулок,
- вулиця Гарина,
- проїзд Героїв,
- Гайсинська вулиця,
- Дорожня вулиця.

## Будівлі
- % 14д — меблева фабрика «Фабрикант»;
- № 45 — Кафедра техніки розвідки родовищ корисних копалин Дніпровської політехники;
- № 48 — Дніпровська міська загальноосвітня заочна школа;
- № 51 — житловий комплекс «Кращий будинок»; 2 будівлі у 15-16 й 19 поверхів;[1][2]
- № 80 — Дніпропетровський обласний еколого-натуралістичний центр дітей та учнівської молоді;
- № 113 — Храм РПЦ в Україні на честь ікони Божої Матері «В скорботі і печалях втіха» — на місці зруйнованого газовим вибухом житлового будинку;
- № 127 — будинок, зруйнований вибухом газу в 2007 році;
- № 134 — 12-поверховий житловий будинок «Мандриківський» (2013 рік);[3]
- № 136 — 12-поверховий житловий будинок «Мандриківський» (2019 рік);[3]
- № 151 — середня загальноосвітня школа № 140;
- № 165 — Дитячий садок № 347 «Калинка»;
- № 234 — 9-поверховий житловий комплек «Затишний»; 245 квартир; кінець будівництва у 2020 й 2021 роках;[4][5]
- № 260 — гуртожиток № 7;
- № 276 — Дніпропетровський державний аграрний університет, Факультет ветеринарної медицини;